# Gilbert Van Manshoven
Gilbert Van Manshoven (Rijkel, 26 maart 1946 - Tongeren, 10 maart 2019) was een Belgische atleet, die gespecialiseerd was in de middellange afstand. Hij nam eenmaal deel aan de Olympische Spelen en veroverde één Belgische titel.

## Biografie
Van Manshoven werd in 1968 Belgisch kampioen op de 800 m en nam dat jaar op dat nummer deel aan de Olympische Spelen in Mexico-Stad, waar hij werd uitgeschakeld in de reeksen. In 1970 nam hij op hetzelfde nummer deel aan de eerste Europese indoorkampioenschappen in Wenen, waar hij werd uitgeschakeld in de reeksen.
In 1971 nam hij op de 1500 m deel aan de Europese kampioenschappen in Helsinki. Hij werd weer uitgeschakeld in de reeksen.

### Clubs
Van Manshoven was aangesloten bij FC Luik.

## Belgische kampioenschappen
| Onderdeel | Jaar |
| --------- | ---- |
| 800 m     | 1968 |

## Persoonlijke records
| Onderdeel | Prestatie | Datum           | Plaats   |
| --------- | --------- | --------------- | -------- |
| 800 m     | 1.47,7    | 1 augustus 1968 | Cointe   |
| 1000 m    | 2.21,8    | 1972            |          |
| 1500 m    | 3.40,8    | 14 juli 1971    | Heverlee |
| 2000m     | 5.08,2    | 1972            |          |

## Palmares

### 800 m
- 1968:  BK AC – 1.51,7s
- 1968: 5e in reeks OS in Mexico-Stad – 1.52,3
- 1970: 6e in reeks EK indoor in Wenen – 1.53,1

### 1500 m
- 1971: 9e in reeks EK in Helsinki – 3.45,0